# Баптисти от седмия ден
Баптистите от седмия ден са клон на баптизма.
По нищо не се различават от останалите баптисти, освен че спазват съботата като Божия почивен ден съгласно четвъртата Божия заповед.
Баптистите са наследници на реформаторско течение в християнството, наречено анабаптизъм. В Средновековна Европа анабаптистите са жестоко преследвани през XVI и XVII век от римокатолиците и протестантите. Баптистите са дали много на класическото протестантско наследство.
В първото документирано сведение за баптистите от седмия ден се споменава Mill Yard Seventh Day Baptist Church в Лондон през 1653 г. под ръководството на д-р Питър Чембърлейн. Тяхна църква е създадена в Нюпорт, (щата Род Айлънд, САЩ) през декември 1671 г. Генералната конференция на баптистите от седмия ден - обединението в САЩ и Канада, е учредена през 1801 г.
Днес Генералната конференция на баптистите от седмия ден наброява около 5 хиляди членове в Съединените щати, Англия и Канада. Тя е член на Баптисткия световен алианс. Седалището на Генералната конференция е в Джейсънвил (щ. Уисконсин), на Мисионерското дружество - в Уестърли (Род Айлънд), а на Комитета за християнско образование - в Алфред Стейшън (щ. Ню Йорк). Към 1995 г. има 78 църковни общини с 4885 членове в САЩ, 2 общини с 55 членове в Англия и община с 40 членове в Канада.
Църкви на баптистите от седмия ден има и в други страни. Световната федерация на баптистите от седмия ден, основана през 1964 г., понастоящем обединява над 50 000 членове от 22 страни и 17 организации. Мнозинството баптисти от седмия ден живеят в:
- Океания – Австралия и Нова Зеландия,
- Южна Америка – Бразилия и Аржентина,
- Европа – Нидерландия, Германия и Полша,
- Азия – Филипини, Индия и Мианмар,
- Африка – ЮАР, Мозамбик и Нигерия,
- Северна Америке – САЩ, Канада, Мексико, Гаяна и Ямайка[1].

Адвентисти от Ню Хампшир се оказват под влиянието на Рейчъл Оукс Престън (Rachel Oakes Preston), която принадлежала към баптистите от седмия ден, и през 1844 г. започват да почиват в събота. Те стават първите адвентисти от седмия ден.